# Moita
Moita – miejscowość w Portugalii, leżąca w dystrykcie Setúbal, w regionie Lizbona w podregionie Półwysep Setúbal. Miejscowość jest siedzibą gminy o tej samej nazwie.

## Demografia
| Liczba ludności gminy Moita (1801–2011) | Liczba ludności gminy Moita (1801–2011) | Liczba ludności gminy Moita (1801–2011) | Liczba ludności gminy Moita (1801–2011) | Liczba ludności gminy Moita (1801–2011) | Liczba ludności gminy Moita (1801–2011) | Liczba ludności gminy Moita (1801–2011) | Liczba ludności gminy Moita (1801–2011) | Liczba ludności gminy Moita (1801–2011) | Liczba ludności gminy Moita (1801–2011) |
| --------------------------------------- | --------------------------------------- | --------------------------------------- | --------------------------------------- | --------------------------------------- | --------------------------------------- | --------------------------------------- | --------------------------------------- | --------------------------------------- | --------------------------------------- |
| 1801                                    | 1849                                    | 1900                                    | 1930                                    | 1960                                    | 1981                                    | 1991                                    | 2001                                    | 2004                                    | 2011                                    |
| 1 261                                   | 2 273                                   | 6 350                                   | 9 486                                   | 29 110                                  | 53 240                                  | 65 086                                  | 67 449                                  | 70 226                                  | 66 029                                  |

## Sołectwa
Sołectwa gminy Moita (ludność wg stanu na 2011 r.)
- Alhos Vedros (15 050 osób)
- Baixa da Banheira (21 085)
- Gaio-Rosário (1227)
- Moita (17 653)
- Sarilhos Pequenos (1150)
- Vale da Amoreira (9864)